# 1854 في الولايات المتحدة
فيما يلي قوائم الأحداث التي وقعت خلال عام 1854 في الولايات المتحدة.

## سياسة

### تعيين في المنصب
- 10 فبراير – وليام بي فيسيندين عضو مجلس الشيوخ الأمريكي.
- 13 أكتوبر – ستيفن رويس حاكم فيرمونت [الإنجليزية]‏.
- 6 ديسمبر – ديفيد سيتيل ريد عضو مجلس الشيوخ الأمريكي.

### انتهاء فترة المنصب
- 5 يناير – هنري ستيوارت فوت حاكم ميسيسيبي [الإنجليزية]‏.
- 1 يونيو – إدوارد إيفرت عضو مجلس الشيوخ الأمريكي.
- 13 أكتوبر – جون ستانيفورد روبنسون حاكم فيرمونت [الإنجليزية]‏.
- 6 ديسمبر – ديفيد سيتيل ريد حاكم كارولينا الشمالية [الإنجليزية]‏.
- 11 ديسمبر – جون لورنس مانينغ حاكم كارولينا الجنوبية [الإنجليزية]‏.

## كتب
من الكتب التي صدرت هذه السنة في الولايات المتحدة:
- 9 أغسطس – والدن من تأليف هنري ديفد ثورو.

## مواليد

### يناير
- 1 يناير – جورج ايرل تشامبرلين سياسي أمريكي.
- 8 يناير – جون رام لاعب غولف من الولايات المتحدة الأمريكية.
- 14 يناير – بنيامين باركر أوديل سياسي أمريكي.
- 21 يناير – إروين فرينك سميث
- 26 يناير – جورج فرانسيس أتكينسون عالم نبات أمريكي.

### مارس
- 14 مارس – توماس مارشال سياسي أمريكي.

### أبريل
- 8 أبريل – سيلفانوس ألبرت ريد

### مايو
- 1 مايو – وليم وودفيل روكهيل

### يونيو
- 21 يونيو – أندرو جاكسون هيوستن سياسي أمريكي.

### يوليو
- 4 يوليو – كينغ أومالي سياسي أسترالي.
- 12 يوليو – جورج إيستمان مخترع أمريكي.

### أكتوبر
- 3 أكتوبر – ويليام جيم جورجاس

## وفيات

### يناير
- 1 يناير – جوشيا هولبروك (مواليد 1788)
- 23 يناير – روبرت مونتجمري بيرد (مواليد 1806)

### أبريل
- 18 أبريل – نحميا رايس نايت (مواليد 1780) سياسي أمريكي.
- 19 أبريل – جون ديفيس (مواليد 1787) سياسي أمريكي.

### مايو
- 1 مايو – ريتشارد الفرنسية (مواليد 1792) سياسي أمريكي.

### يونيو
- 12 يونيو – جيمس هيث (مواليد 1777) سياسي من الولايات المتحدة الأمريكية.

### يوليو
- 15 يوليو – جورج تاونز (مواليد 1801) سياسي أمريكي.
- 31 يوليو – صموئيل ويلسون (مواليد 1766)

### سبتمبر
- 18 سبتمبر – ليونارد جارفيس (مواليد 1781) سياسي أمريكي.

### ديسمبر
- 15 ديسمبر – كاميهاميها الثالث (مواليد 1813)